# نغمة الآمل (فلم)
نغمة الآمل (بالإنجليزية: Lava) هو فيلم قصير موسيقي محرك حاسوبيا صدر عام 2014 من بيكسار، يأتي الفيلم مصحوبًا بفيلم ستوديوهات بيكسار قلبا وقالبا. أخرج الفيلم جيمس فورد مورفي وأنتجه أندريا وارن، وتم عرضه لأول مرة في مهرجان هيروشيما العالمي للأنميشن في 14 يونيو 2014، وصدر مسرحيا جنبا إلى جنب مع فيلم قلبا وقالبا في 19 يونيو 2015. الفيلم هو قصة حب موسيقية على مدى ملايين السنين. كتب مورفي أغنية الفيلم، مستلهمة من «الجمال المعزول للجزر الاستوائية والجاذبية الانفجارية للبراكين المحيطية».
البركانان في فيلم نغمة الآمل مستلهمان بشكل كثيف من الراحل إسرائيل كاماكافيفوؤولي و زوجته، وأسلوب الموسيقى المستعمل في الفيلم يذكر بشكل كبير في كوفره لأغنية "Somewhere Over The Rainbow".

## القصة
في جزيرة استوائية في المحيط الهادئ، يشاهد بركان وحيد اسمه يوكو مخلوقات البرية تمرح مع أصحابها ويأمل أن يجد لنفسه صديقا. غنى أغنية للمحيط كل يوم لآلاف السنين، منفسا حممه تدريجيا وغارقا في البحر، ولكنه لم يعلم أن بركانا تحت الماء إسمها ليلي قد كانت تسمعه كل يوم وسقطت في حبه. وظهرت في اليوم الذي خمد فيه يوكو، ولكن وجهها كان مدارا ولم تستطع رؤيته. غرق يوكو كليا في البحر، محطم القلب، ولكنه استعاد قوته عندما سمع ليلي تغني أغنيته له. اندلعت نيرانه مرة أخرى، وانفجر عائدا إلى السطح، هذه المرة بجوار ليلي، وشكل الاثنان جزيرة حيث هما سعيدان معا.

## طاقم التمثيل

### النسخة الأصلية
- كوانا توريس كاييل بدور يوكو، بركان وحيد يبحث عن حبه الحقيقي. وجهه عبارة عن دمج لوجه كاييل، جاكي جلايسون و كلب البلدغ مارك أنتوني من الفيلم القصير أطعم الهرة لتشاك جونز.[7][7][6][6][7]
- نابوا غريغ بدور ليلي. البركان الأثنى التي تقع في حب البركان الأخر يوكو.[8]

### النسخة العربية
- ريهام مصطفى بدور البركان ليلي.
- زياد الشريف بدور البركان يوكو.

## الأغنية
أغنية الفيلم، المسماة باسم الفيلم، صدرت في 16 يونيو 2015، كأغنية رقمية وكأغنية إضافية في قرص مدمج لأغنية فيلم قلبا وقالبا.

## روابط خارجية
- نغمة الآمل على موقع IMDb (الإنجليزية)
- نغمة الآمل على موقع روتن توميتوز (الإنجليزية)
- نغمة الآمل على موقع ألو سيني (الفرنسية)
- نغمة الآمل على موقع فيلمافينيتي (الإسبانية)
- نغمة الآمل على موقع قاعدة بيانات الفيلم (الإنجليزية)
- نغمة الآمل على موقع ليتربوكسد (الإنجليزية)
- نغمة الآمل على موقع كينوبويسك (الروسية)